# Dwight D. Eisenhower
Dwight David "Ike" Eisenhower (uttal: ['aiznhaur]), född 14 oktober 1890 i Denison i Texas, död 28 mars 1969 i Washington, D.C., var en amerikansk politiker (republikan) som var USA:s president åren 1953–1961 och överbefälhavare för de allierade i Europa under andra världskriget. Eisenhower tilldelades den näst högsta amerikanska officersgraden, General of the Army. Han var Natos överbefälhavare 1950–1952. Viktiga händelser under Eisenhowers presidentskap var vapenstilleståndet i Koreakriget, Suezkrisen, utbyggnad av motorvägar och en långvarig ekonomisk tillväxt och stabilitet. Han var den siste presidenten som föddes på 1800-talet och den förste republikanen att väljas till posten sedan före Wall Street-kraschen 1929.
Eisenhowers agenda påverkades av hans beslut att gå med i republikanerna först 1952, med styrkeutjämning som mål. Politiskt utpekas han som en av de liberala republikanerna. Han motstod påtryckningar från sitt parti om att sänka skatterna till förmån för en balanserad budget samt en viss vidareutbyggnad av det socialförsäkringssystem som Franklin D. Roosevelt och Harry S. Truman skapat. Även integrationsfrågor fick en framträdande roll på den politiska scenen i och med domstolsutslaget Brown vs. Board of Education 1954, som ledde till att Vita Huset slutligen uttalade sitt stöd till tanken på federala åtgärder för att garantera allmän rösträtt och desegregering i det av demokraterna dominerade södern. Utrikespolitiskt fullföljde Eisenhower löftet om ett vapenstillestånd med Nordkorea vilket ledde till Koreakrigets slut och slöt sig, om än motvilligt, till Storbritanniens premiärminister Winston Churchills linje om att stödja den kupp i Iran som förde shah Mohammad Reza Pahlavi till makten.

## Uppväxt och familj
Eisenhower föddes den 14 oktober 1890 i staden Denison i Texas, USA. Han var den tredje av sju söner till ingenjören David Eisenhower (1863–1942) och Ida Stover (1862–1946). Dwight Eisenhower hade sex bröder: Arthur (1886–1958), Edgar (1889–1971), Roy (1892–1942), Paul (1894–1895), Earl (1898–1968) och Milton (1899–1985). Släkten Eisenhower härstammar från Forbach i Lothringen, som sedan 1919 ligger i Frankrike.
När Eisenhower var tio år flyttade familjen till Abilene i Kansas, där han avlade examen vid Abilene High School 1909. Efter det arbetade han på ett mejeri fram till 1911. År 1916 gifte han sig med Mamie Geneva Doud. De fick två barn: Doud Dwight Eisenhower (1917–1921) och John Eisenhower (1922–2013).

## Militär karriär

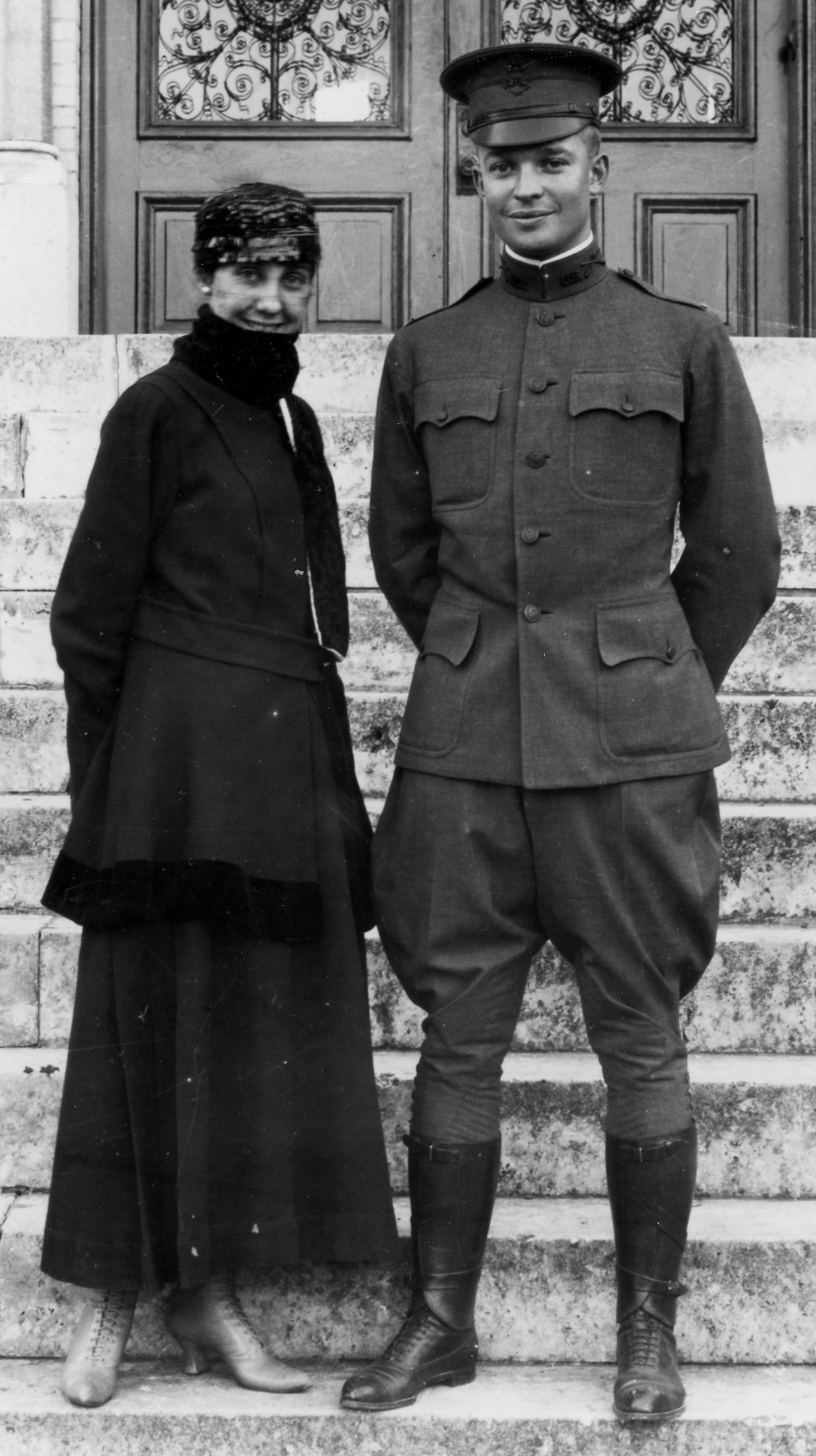
Eisenhower med sin fru Mamie, 1916.

Eisenhower började på United States Military Academy 1911 och tog examen 1915. Under första världskriget tjänstgjorde han i "tank corps" och blev befordrad till överstelöjtnant i armén. Efter kriget fick han den lägre graden major och började på en försvarsinstallation i Maryland där han stannade till 1922. Från 1925 till 1926 studerade han vid Command and General Staff College och tjänstgjorde sedan som bataljonschef till 1927.
Under det sena 1920-talet och tidiga 1930-talet avstannade Eisenhowers karriär i armén. Han arbetade bland annat för general John J. Pershing på American Battle Monuments Commission och sedan på Army War College. År 1935 reste han med general Douglas MacArthur till Filippinerna, där han tjänstgjorde som assisterande militärrådgivare åt den filippinska regeringen. Året därpå (1936) blev han, efter 16 års väntan, befordrad till överstelöjtnant.
År 1939 återvände Eisenhower till USA, där han hade flera administrativa tjänster. År 1941 befordrades han till brigadgeneral. Hans goda administrativa förmåga var känd, även om han inte var påtänkt som befäl för några större operationer, nu när andra världskriget närmade sig. Efter attacken mot Pearl Harbor fick Eisenhower ett flertal administrativa uppdrag.

### General och krigsledare

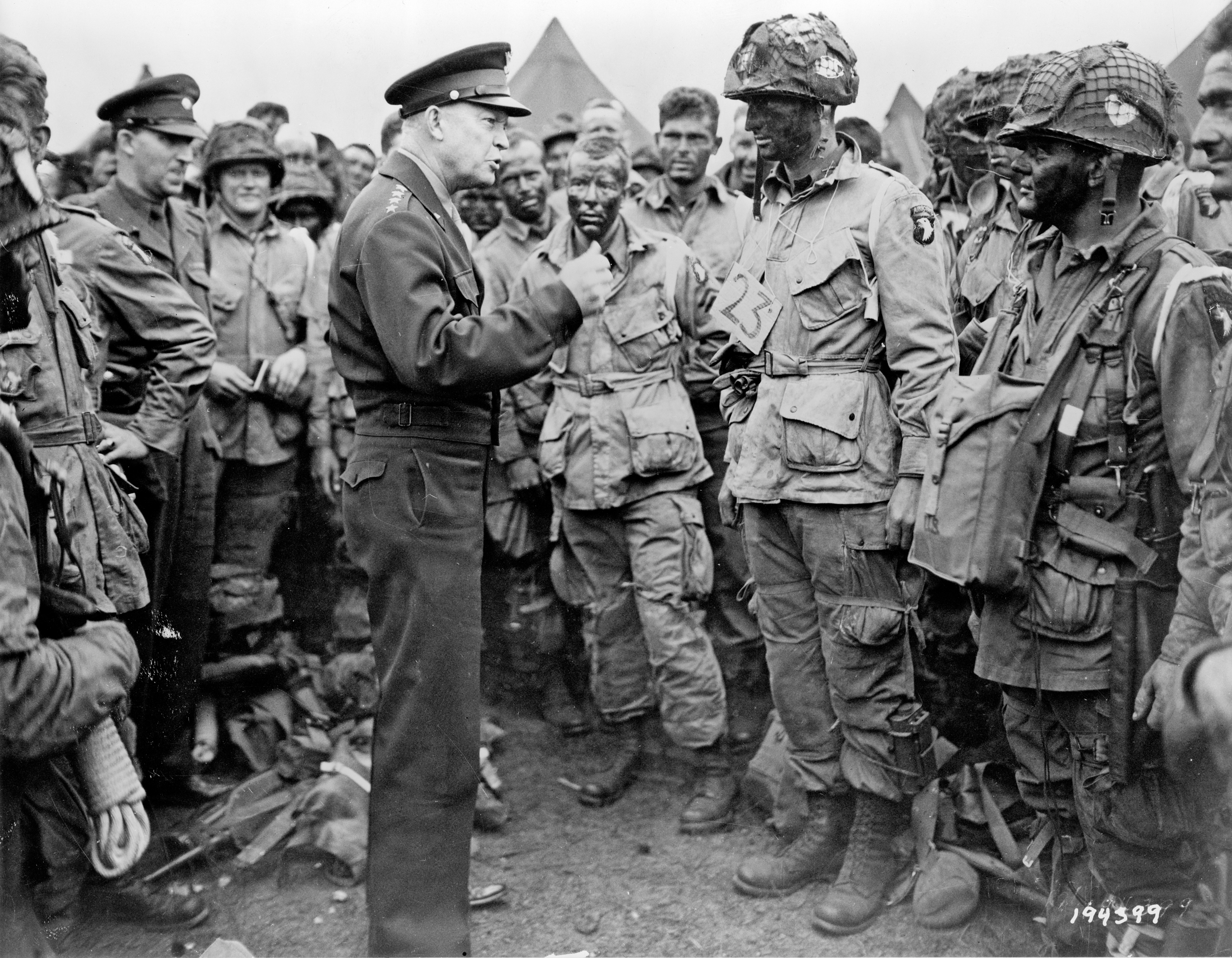
General Eisenhower talar till fallskärmsjägare i den amerikanska 101. Luftburna Divisionen inför D-dagen.

General George C. Marshall hade sett Eisenhowers goda organisations- och ledarskapsförmåga. Marshall var den person som lyfte fram Eisenhower till de tunga befälspositionerna. I juni 1942 utnämndes Eisenhower till chef över ETOUSA – European Theater of Operations (europeiska operationsområdet) och stationerades i London. Senare samma år utnämndes han även till överbefälhavare över styrkorna i Medelhavsregionen genom det nybildade högkvarteret för de allierade styrkorna, Allied Forces Headquarters (AFHQ). Eisenhower gjorde stora framsteg och fick sin fjärde generalsstjärna. Han slutade då som chef för ETOUSA och började istället som chef för NATOUSA (operationsområdet i Italien och Nordafrika). Efter axelmakternas kapitulation i Nordafrika ändrades befälsnamnet från NATOUSA till MTOUSA – Mediterranean Theater of Operations. På den här positionen översåg Eisenhower invasionen av Sicilien och invasionen av Italien.
I december 1943 meddelades det att Eisenhower skulle bli överbefälhavare för de allierades operationer i Europa. I januari 1944 återupptog han arbetet som befäl över ETOUSA och en månad senare blev han överbefälhavare för SHAEF – Supreme Headquarters Allied Expeditionary Force (högkvarteret för de allierades styrkor). Eisenhower höll båda positionerna till kriget tog slut i Europa 8 maj 1945. I dessa positioner fick han i uppdrag att planera och genomföra de allierades invasion av Normandie (Operation Overlord) 6 juni 1944, befrielsen av Västeuropa och invasionen av Tyskland.
Eisenhower var dock inte säker på att invasionen skulle lyckas. En medhjälpare hittade ett kort tal, skrivet av Eisenhower själv; i talet tog han på sig hela ansvaret för misslyckandet av invasionen. Operationen lyckades dock och han behövde aldrig använda sig av det förberedda talet.
En månad senare skedde invasionen av södra Frankrike och trupperna som ingick där övergick sedan från AFHQ till SHAEF. Därmed hade Eisenhower högsta befäl över alla de allierades trupper.
Som belöning för hans arbete som de allierades överbefälhavare befordrades Eisenhower 20 december 1944 till femstjärnig general, General of the Army, USA:s motsvarighet till fältmarskalk. I den här positionen, precis som förut, visade Eisenhower sin stora ledarskaps- och diplomatitalang. Han förhandlade skickligt med svåra allierade som Winston Churchill, Bernard Montgomery, Charles de Gaulle och Georgij Zjukov. Trots att han aldrig personligen sett kriget blev han respekterad av fronthärförare som Omar Bradley och George Patton. President Franklin D. Roosevelt hade stort förtroende och respekt för honom. Eisenhower blev erbjuden USA:s finaste utmärkelse, Medal of Honor, men tackade nej eftersom han ansåg att den skulle reserveras för riktiga hjältar.
Eisenhower har kritiserats för att han var alltför försiktig i strategin mot Tyskland 1944–1945 och höll fast vid framryckningen på "bred front" utan någon egentlig kraftsamling. Eisenhower anses därför mer som en ledarskaps- och diplomatibegåvning snarare än en briljant strateg. 
När Nazityskland kapitulerade den 8 maj 1945 blev Eisenhower utnämnd till befäl över USA:s ockuperade zon i Tyskland. Han fattade det kontroversiella beslutet att tyska krigsfångar skulle klassas som "avväpnade fientliga styrkor", vilket innebar att de inte betraktades som krigsfångar och i brist på sådana rättigheter kunde tvingas att utföra slavarbeten.
År 1945 utsågs Eisenhower till USA:s arméchef (Chief of Staff, US Army) och 1950 utsågs han till Natos överbefälhavare, en position som han höll till 1952, då han gav sig in i politiken.

### Militära grader
- Fänrik, 1915
- Löjtnant, 1916
- Kapten, 1917
- Major, 1918
- Överstelöjtnant, 1918
- Kapten (återföll till sin permanenta grad), 1920
- Major, 1920
- Överstelöjtnant, 1 juli 1936
- Överste, 11 mars 1941
- Brigadgeneral, 29 september 1941
- Generalmajor, 27 mars 1942
- Generallöjtnant, 7 juli 1942
- General, 11 februari 1943
- General of the Army, 20 december 1944
- Graden General of the Army permanent, 11 april 1946

## President Eisenhower

### Valet 1952

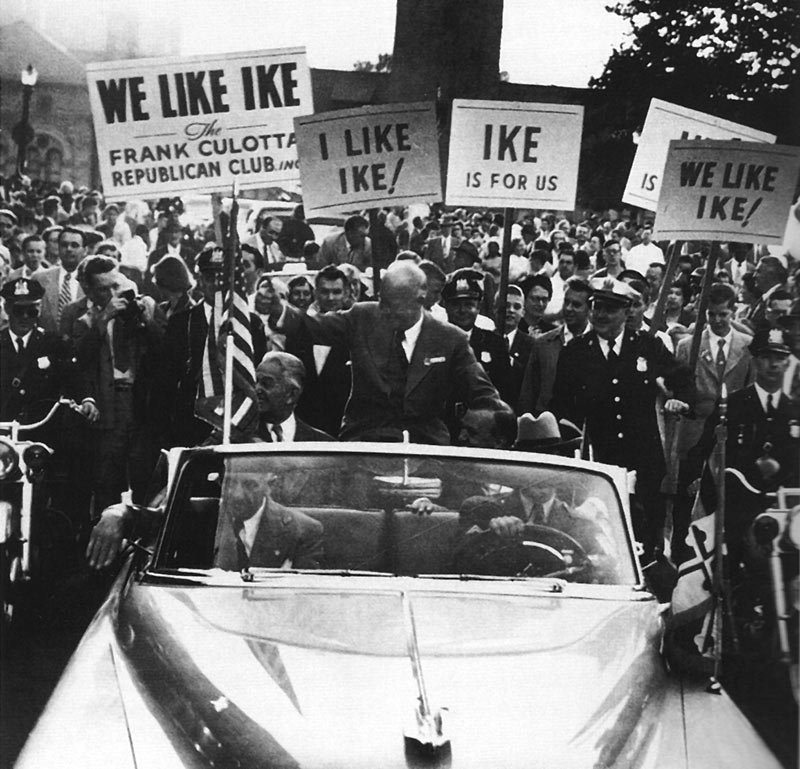
Eisenhower under presidentvalkampanjen 1952, med sloganen I like Ike.

Efter sin succé under andra världskriget återvände general Eisenhower till USA, där han mottogs som en hjälte. Många av hans anhängare uppmanade honom att söka ett politiskt uppdrag, även om förväntningarna svalnade något sedan han 1948 tackat nej till att ersätta den impopuläre president Truman som demokratisk presidentkandidat. Truman vann senare omval mot Eisenhowers senare bundsförvant, den populäre New Yorkguvernören Thomas Dewey.  
Först 1952 gick Eisenhower med i republikanska partiet. Inför presidentvalet 1952, då det stod klart att en republikansk seger var att vänta, accepterade han ett erbjudande om att bli dess kandidat och besegrade isolationisten och senatorn Robert Taft (son till den tidigare presidenten William Howard Taft). Till skillnad mot Taft ville Eisenhower ha ett starkt Nato, som han såg som en garant mot kommunismen utomlands, och accepterade Trumandoktrinen och de flesta av New Deal-reformerna.  
Eisenhower påpekade att han valde republikanerna för att demokraterna hade haft presidentmakten i tjugo år. Han sa också att arbetarklassen, som i regel var demokrater, kunde rösta på honom eftersom han själv var uppvuxen i en fattig arbetarfamilj. Eisenhower ansågs ligga åt det liberala hållet inom republikanerna och stod den ofta kritiserade Dewey nära. I sin presidentvalskampanj kritiserade Eisenhower Trumanadministrationens politik angående "Korea, kommunism och korruption". Han lovade att personligen se till att Koreakriget skulle avslutas.  
I valet vann Eisenhower en stor seger över guvernör Adlai Stevenson. Eisenhower var den enda yrkessoldaten som blev vald till president under 1900-talet. 
Innan Eisenhower installerades som president avsade han sig titeln som femstjärnig general, General of the Army, på grund av rättsliga svårigheter med att ha en militär grad i den befattningen. När hans två mandatperioder var över fick han tillbaka titeln.

### Inrikespolitik

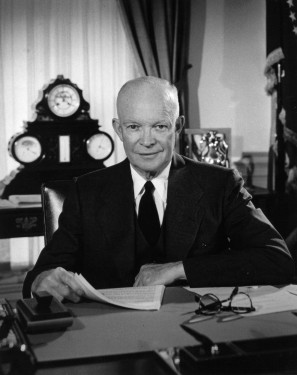
President Eisenhower i Vita huset, 1956.

Som de flesta republikaner ansåg Eisenhower att en fri marknadsekonomi skulle sköta sig själv, därför engagerade han sig förhållandevis lite i inrikespolitiken. Trots att hans parti kontrollerade kongressen ville Eisenhower inte sänka skatterna; han menade att budgeten måste balanseras först. År 1954 återtog demokraterna kontrollen över kongressen, vilket begränsade honom från att göra stora förändringar.
Eftersom Eisenhower ville koncentrera sig på utrikespolitiken bestod hans kabinett av affärsmän som hade fått stora befogenheter inrikes. När medborgarrättsrörelser började uppstå kritiserades han för att inte vara villig att utöva sitt ledarskap, om han inte tvingades. År 1957 skickade han dock federala styrkor till Arkansas, där guvernören försökte trotsa Högsta domstolens beslut om att desegregera alla offentliga skolor.
Eisenhower kritiserades också för att han inte tog avstånd från senator Joseph McCarthys antikommunistiska kampanjer. Privat så hyste han dock förakt för McCarthy och senare har det blivit känt att Eisenhower i hemlighet försökte försvaga den inflytelserike senatorn, vilket bidrog till McCarthys fall 1954.
Eisenhower stödde det största offentliga byggnadsprojektet i USA:s historia: byggandet av 66 000 kilometer större vägar. Under sin tid i Europa hade han blivit imponerad av Tysklands motorvägar. Han kom också ihåg sin egen resa med militären 1919 tvärs över USA, en resa som tog 62 dagar. Eisenhowers politik ökade i snitt varje familjs inkomst med tjugo procent. Han lyckades även balansera budgeten och utökade nationens 48 delstater med ytterligare två, Alaska och Hawaii (1959).
Eisenhower var en populär president. År 1956 blev han återvald med en bredare marginal än 1952 och vann i traditionellt republikanska stater som Texas och Tennessee. Återigen var hans motståndare Adlai Stevenson. 
Tre recessioner inträffade under Eisenhowers tid som president: juli 1953–maj 1954, augusti 1957–april 1958 och april 1960–1961. Den reala BNP:n ökade bara med i genomsnitt 2,5 procent under de åtta åren.
Eisenhower hyste blandade känslor till sin vicepresident Richard Nixon och stödde honom motvilligt som republikanernas kandidat i presidentvalet 1960. Eisenhower blev tillfrågad att nämna ett beslut som Nixon varit ansvarig för. Han svarade skämtsamt: "Ge mig en vecka så kanske jag kommer på något." Nixon skyllde den knappa förlusten till John F. Kennedy delvis på Eisenhower.

### Utrikespolitik

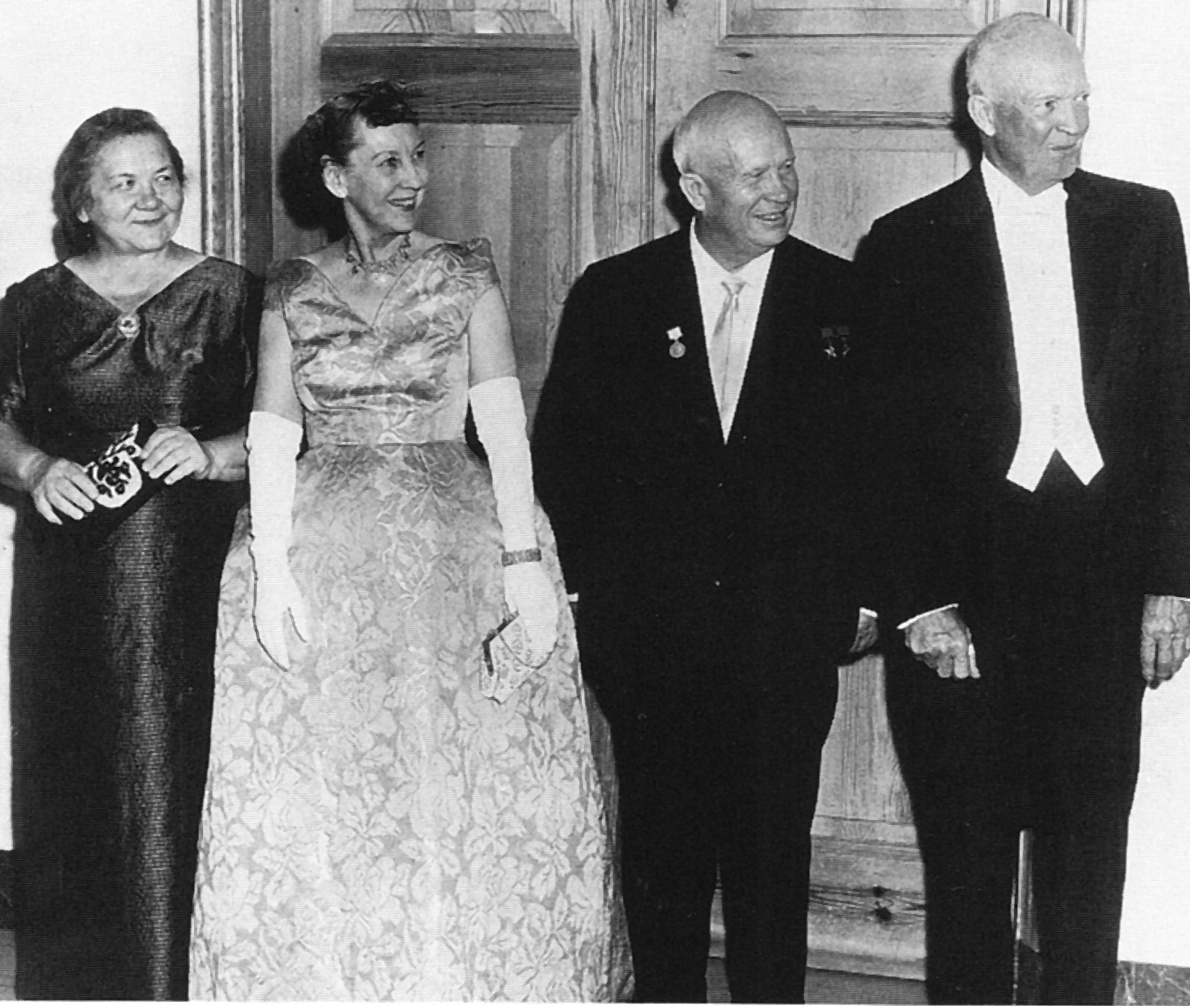
Eisenhower, Nikita Chrusjtjov med fruar 1959.

Eisenhowers tid i Vita huset dominerades av kalla kriget, den långvariga konflikten mellan Sovjetunionen och USA som hade börjat under Harry S. Trumans tid som president.
Under sin presidentvalskampanj hade Eisenhower lovat att få slut på dödläget i Koreakriget. Han hotade med att använda kärnvapen och ett vapenstillestånd undertecknades i juli 1953. Han skrev också ett försvarsavtal med Sydkorea och Kina samt bildade en antikommunistisk allians, SEATO, för att stoppa kommunismens spridning i Asien. Eisenhower accepterade doktrinen om uppdämning, som innebar att USA inte skulle låta kommunismen expandera, men han ville också bekämpa den mer aktivt, genom sabotage och kupper. Ett exempel på detta är att Eisenhoweradministrationen utnyttjade det nybildade CIA för att 1953 störta den iranska premiärministern Mossadeq, som felaktigt beskylldes för att vara kommunist och sovjetvänlig. Andra exempel är kuppen i Guatemala 1954 och inblandningen i Kongokrisen 1960. I Indokina stödde USA det nybildade Sydvietnam.
Under Eisenhowers presidentskap utvecklades USA som en global kärnvapenmakt. När även Sovjet skaffade kärnvapen fruktade många ett tredje världskrig med ömsesidig utplåning. Den 30 oktober 1953 godkände Eisenhower det säkerhetspolitiska dokumentet Nsc 162/2, som framhöll kärnvapen som en viktig amerikansk försvarsmetod. Denna strategi utvecklades av utrikesministern John Foster Dulles i hans tal om massiv vedergällning 12 januari 1954. När Sovjetunionen sköt upp Sputnik 1957 bestämde sig USA för att skapa Nasa 1958.
År 1956 använde Eisenhower USA:s starka ekonomiska styrka för att tvinga tillbaka Storbritanniens och Frankrikes trupper från Egypten (se Suezkrisen). Samtidigt som Suezkrisen inträffade ett folkuppror i Ungern (se Ungernrevolten). Eisenhower fick motta viss kritik för USA:s bristfälliga stöd till revoltörerna.
Under sin andra mandatperiod blev Eisenhower mer och mer engagerad i Mellanösternfrågor (se Eisenhowerdoktrinen), något som gjorde att han skickade amerikanska trupper till Libanon 1958, och han stödde bildandet av Bagdadpakten mellan Irak, Turkiet, Pakistan, Iran och Storbritannien.  
Josef Stalins död 1953 innebar att en period av avspänning i kalla kriget påbörjades. Eisenhower hoppades på en överenskommelse med de nya sovjetiska ledarna om att stoppa expanderingen av ländernas kärnvapenprogram, något som misslyckades. Då kommunisterna tog över makten på Kuba i januari 1959 börjades en ny upprustningstid. När ett amerikanskt spionplan av modellen U-2 sköts ner över sovjetiskt luftområde förvärrades förhållandet mellan öst och väst ännu mer.

### Utnämningar till Högsta Domstolen
- Earl Warren, 1953 (chefsdomare)
- John Marshall Harlan II, 1955
- William J. Brennan, 1956
- Charles Evans Whittaker, 1957
- Potter Stewart, 1958

## Tillbakadragande, död och betydelse

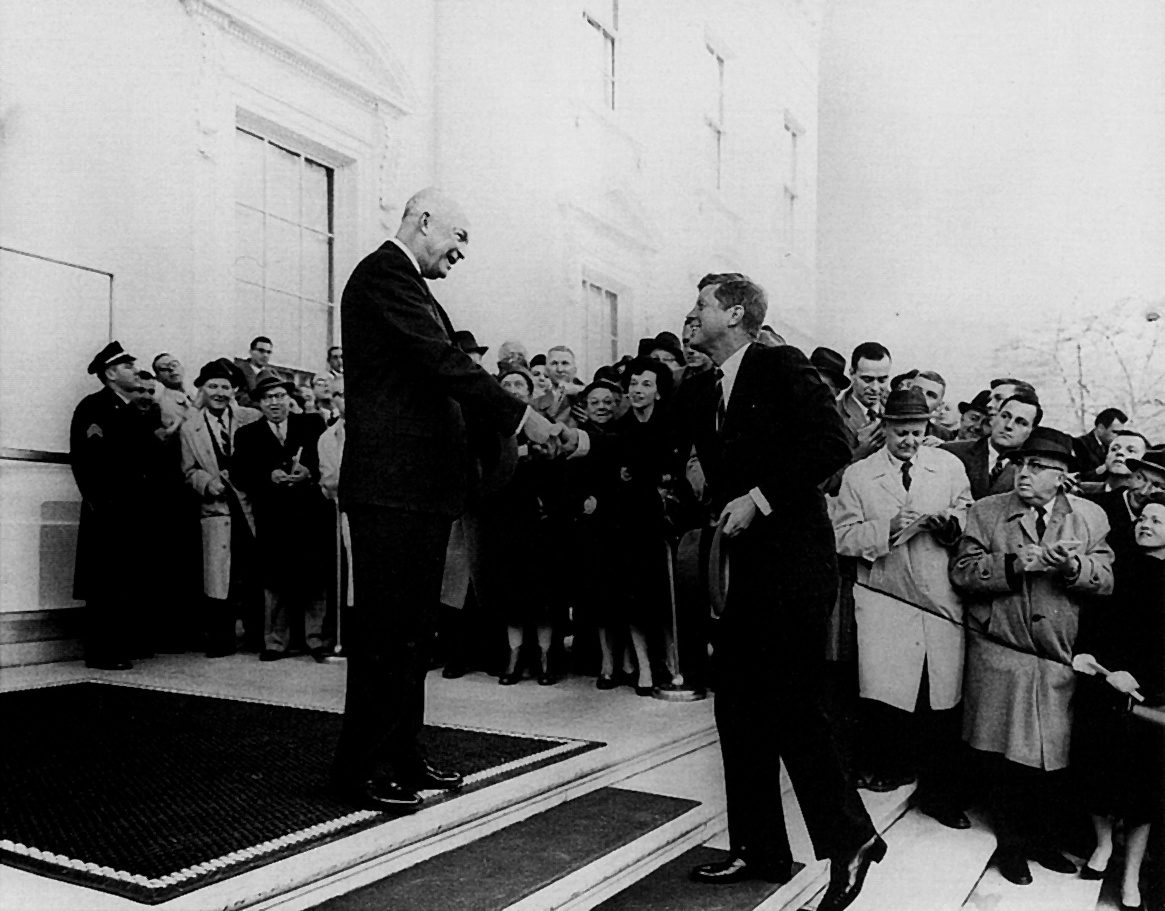
Eisenhower och nyvalda presidenten John F. Kennedy, 1960.

Den 17 januari 1961 gav Eisenhower sitt sista TV-sända tal från Vita huset. Han lyfte fram frågan om Kalla kriget och sade att USA måste ha en stark militär för att bibehålla freden. Han varnade samtidigt för det militär-industriella komplexet; efter sändningen ska han ha sagt att han är orolig för vad som kommer att hända när någon sitter på presidentposten som inte kan lika mycket om militären som han själv.
Sedan Eisenhower lämnat Vita huset försvagades hans goda rykte och han sågs som en handlingssvag president. Detta kan bero på att hans unga efterträdare, John F. Kennedy, hade andra värderingar än Eisenhower. På senare år har dock Eisenhowers rykte som president återhämtat sig, även om många menar att hans största bedrifter var de under hans tid som krigsledare.
Eisenhower flyttade till en gård i Gettysburg i Pennsylvania, där han och Mamie hade tillbringat mellankrigstiden. Han drog sig inte tillbaka helt från det offentliga livet; 1964 höll han ett tal vid republikanernas nationella konvent, och han var också med i en reklamfilm för Barry Goldwater.
Dwight D. Eisenhower dog av hjärtsvikt den 28 mars 1969 på Walter Reed Army Hospital i Washington, D.C.. Han blev 78 år gammal och fick, som alla andra presidenter, en statsbegravning. 
Eisenhowers porträtt fanns på dollarmynten som präglades från 1971 till 1978. Byggnaden väster om Vita huset namngavs 1999 postumt som Eisenhower Executive Office Building.

## Utmärkelser
- Mexican Border Service Medal,  9 juli 1918[4]
- World War I Victory Medal,  9 april 1919[4]
- Stora ordensbandet av Nichan Iftikhar,  29 maj 1943[5]
- Riddare med storkors av Bathorden,  12 juni 1943
- Storkors av Hederslegionen,  15 juni 1943[4]
- Storkors av Ouissam Alaouite-orden,  9 juli 1943[4]
- Africa Star,  18 november 1943[4]
- Legionär av Legion of Merit,  25 november 1943[4]
- Suvorovorden, första klass,  19 februari 1944[4]
- Storkors av Polonia Restituta,  18 maj 1945[6]
- Sovjetunionens segerorden,  5 juni 1945[4]
- Hedersmedborgare i Bryssel,  29 juni 1945[7]
- Storkorset av Nederländska Lejonorden,  14 juli 1945[4]
- Storkors av Leopoldorden,  30 juli 1945[4]
- Croix de guerre,  30 juli 1945[4]
- Storkorset av Ekkronans orden,  3 augusti 1945[4]
- Grunwaldskorsets orden, första graden,  7 september 1945[4]
- Storkors av  Vita lejonets orden,  11 oktober 1945[4]
- Tjeckoslovakiska krigskorset 1939–1945,  11 oktober 1945[4]
- Elefantorden,  19 december 1945[4]
- Ismailorden,  1946
- Brasiliens flygförsvarsförtjänstorden,  5 augusti 1946[6]
- Storkors av Södra korsets orden,  5 augusti 1946[4]
- Vasco Núñez de Balboas orden,  13 augusti 1946[4]
- American Defense Service Medal,  2 april 1947[4]
- Army of Occupation Medal,  2 april 1947[4]
- World War II Victory Medal,  2 april 1947[4]
- European-African-Middle Eastern Campaign Medal,  22 juli 1947[4]
- Hedersdoktor vid Université de Caen-Normandie,  1948[8]
- Storkors av San Martín Befriarens orden,  12 maj 1950[4]
- National Defense Service Medal,  1953
- Manuel Amador Guerrero-orden,  8 juni 1956[4]
- Nishan-e-Pakistan,  7 december 1957[4]
- Person of the Year,  1959[9]
- Hoover Medal,  1960
- Sikatunaorden,  16 juni 1960[4]
- Chakriorden,  28 juni 1960[4]
- Horatio Alger Award,  1961[10]
- Theodore Roosevelt Award,  1967
- Silverkors av Virtuti Militari
- Frälsarens orden
- Tjeckiska Segermedaljen
- Companion av Franska befrielseorden
- Gynnsamma molns orden
- World Golf Hall of Fame
- Hedersdoktor vid Hofstra University
- Knight Commander av Bathorden
- Distinguished Service Medal
- Kedja av Krysantemumorden
- Riddare med storkors av Savojens militärorden
- Atoms for Peace Award

[Redigera Wikidata]